# Cecilioides nyctelia
Cecilioides nyctelia es una especie de molusco gasterópodo de la familia Ferussaciidae en el orden de los Stylommatophora.

## Distribución geográfica
Es endémica de Madeira.